# Слаштен
Слаштен (болг. Слащен) — село в Благоевградской области Болгарии. Входит в состав общины Сатовча. Находится примерно в 13 км к югу от центра села Сатовча и примерно в 96 км к юго-востоку от центра города Благоевград. По данным переписи населения 2011 года, в селе проживало 1879 человек.

## Население
| Год     | 1934 | 1946 | 1956 | 1965 | 1975 | 1985 | 1992 | 2001 | 2011 |
| ------- | ---- | ---- | ---- | ---- | ---- | ---- | ---- | ---- | ---- |
| Жителей | 838  | 1130 | 1263 | 1470 | 1677 | 1978 | 2178 | 2072 | 1879 |

| Национальность  | Человек | Процент |
| --------------- | ------- | ------- |
| болгары         | 500     | 95,24 % |
| турки           | 5       | 0,95 %  |
| другие          | 3       | 0,57 %  |
| не определились | 17      | 3,24 %  |
| Всего ответов   | 525     |         |

|  |